# Ulica Józefy Kantorówny w Katowicach
Ulica Józefy Kantorówny w Katowicach – ulica w katowickiej dzielnicy Szopienice-Burowiec. Łączy ona ulicę Wiosny Ludów z ulicą Ludwika Zamenhofa i ulcą Morawa. Ulica nosi imię Józefy Kantor – nauczycielki z Szopienic, harcmistrzyni, drużynowej Konspiracyjnej Drużyny „Mury” w KL Ravensbrück w okresie II wojny światowej.

## Opis

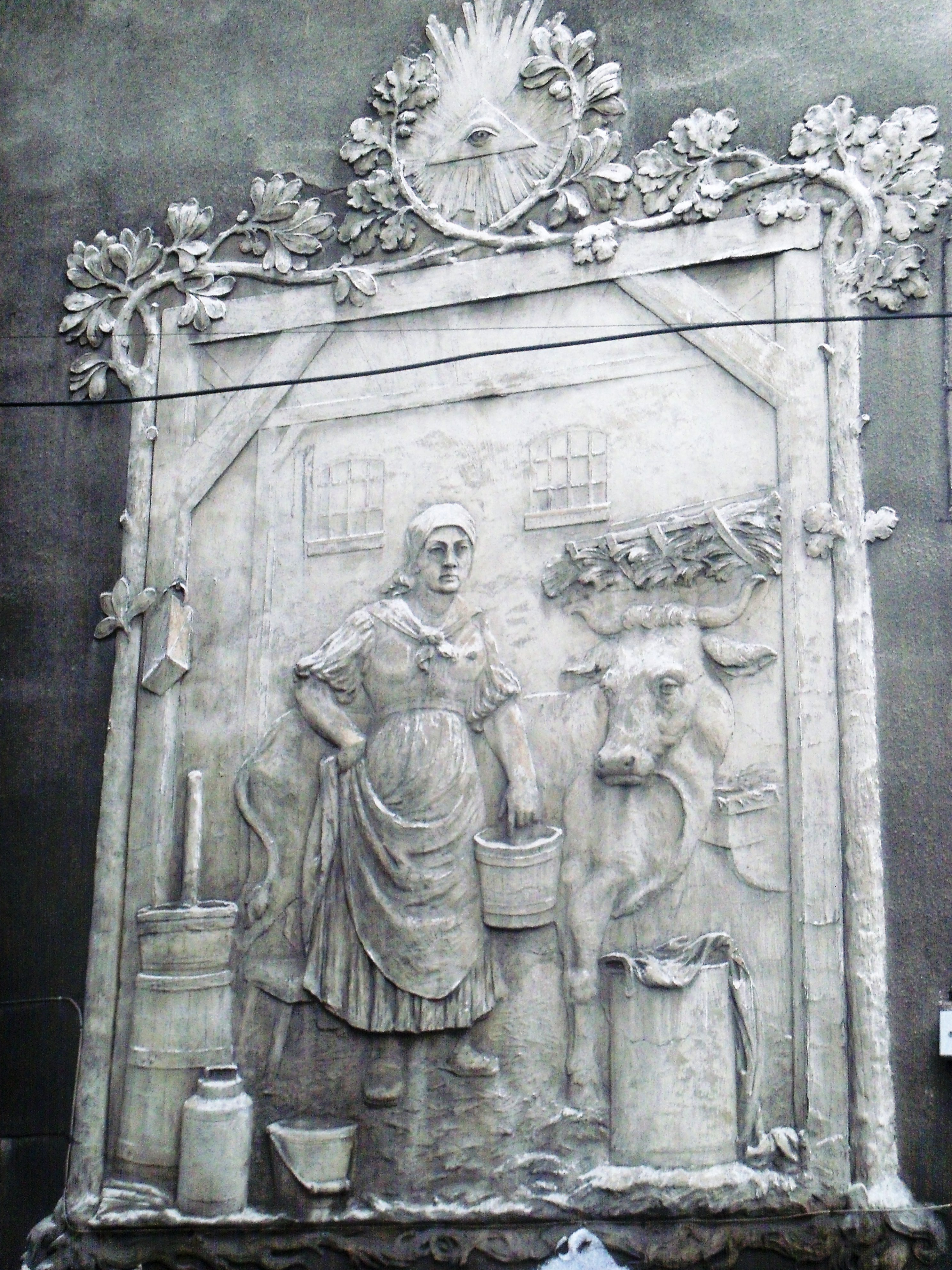
Płaskorzeźba na jednym z budynków przy ul. Józefy Kantorówny

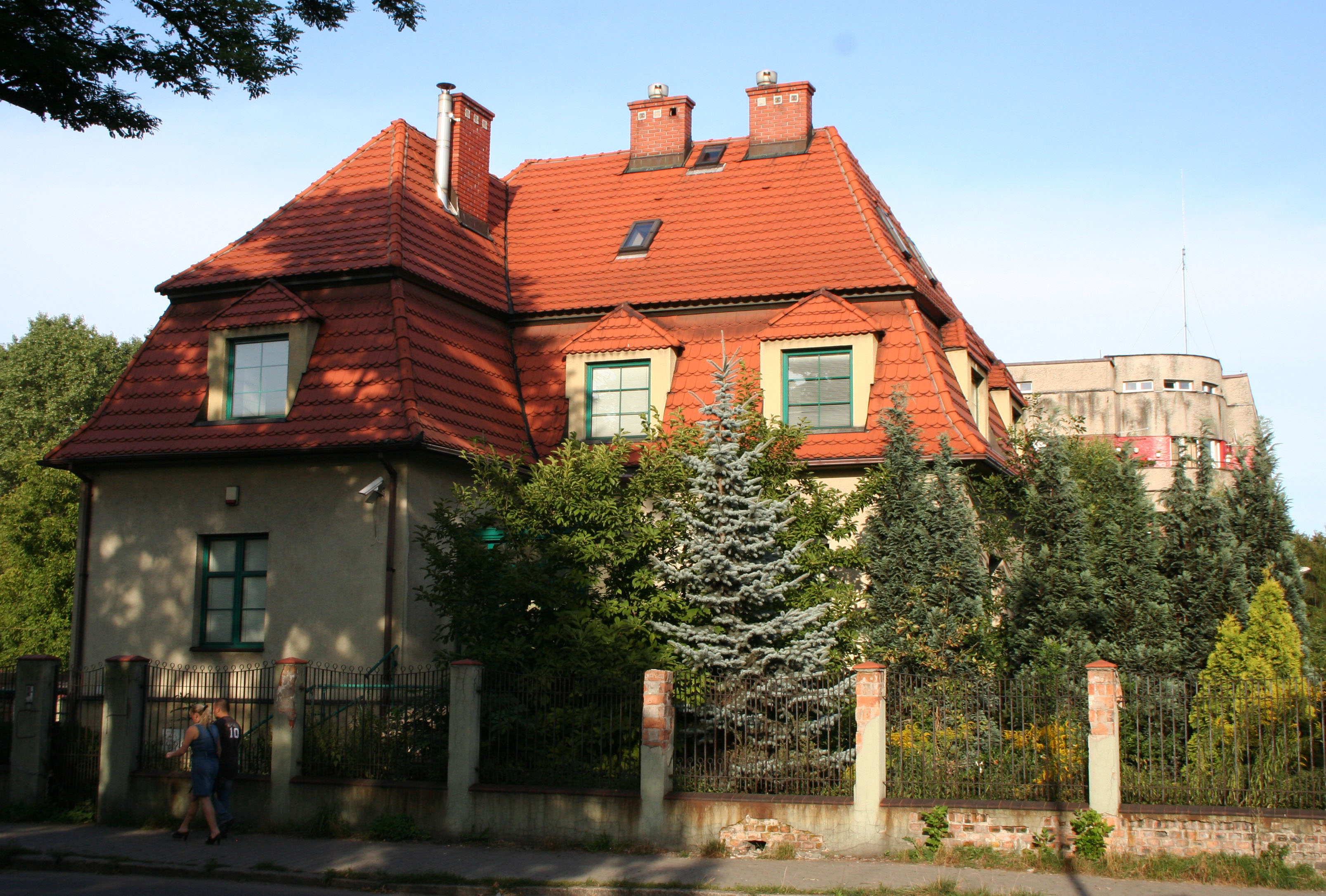
Zabytkowa willa przy ul. J. Kantorówny 20 (róg z ul. L. Zamenfofa)

Droga istniała już w XIX wieku. Na przełomie XIX i XX wieku następowała integracja Roździenia i Szopienic – powstawało wspólne centrum w rejonie dzisiejszych ul. Lwowskiej, ul. ks. bpa Herberta Bednorza, ul. Józefy Kantorówny. W czasach Polski Ludowej droga nosiła nazwę ul. Karola Marksa.
Przy ul. Józefy Kantorówny znajdują się następujące historyczne obiekty:
- kamienica mieszkalna (ul. J. Kantorówny 1), wzniesiona na początku XX wieku, obiekt posiada cechy stylu historyzmu prostego i modernizmu[7];
- kamienica mieszkalna (ul. J. Kantorówny 2, 2a), wybudowana na początku XX wieku w stylu historyzmu ceglanego prostego[7];
- kamienica mieszkalna z początku XX wieku (ul. J. Kantorówny 3), wzniesiona w stylu historyzmu ceglanego prostego/modernizmu[7];
- kamienica mieszkalna (ul. J. Kantorówny 4), wybudowana na początku XX wieku, obiekt posiada cechy stylu historyzmu ceglanego prostego[7];
- kamienica mieszkalna z początku XX wieku (ul. J. Kantorówny 5), wzniesiona w stylu historyzmu/modernizmu[7];
- modernistyczna kamienica mieszkalna (ul. J. Kantorówny 6), wybudowana na początku XX wieku[7];
- kamienica mieszkalna (ul. J. Kantorówny 9), wzniesiona w 1910 roku w stylu modernizmu/historyzmu ceglanego prostego[7];
- modernistyczna kamienica mieszkalna (ul. J. Kantorówny 10), pochodząca z lat dwudziestych XX wieku[7];
- modernistyczne kamienice mieszkalne z początku XX wieku (ul. J. Kantorówny 11, 13, 21)[7];
- zespół dwóch modernistycznych kamienic mieszkalnych (ul. J. Kantorówny 12/14), pochodzący z początku XX wieku[7];
- kamienica mieszkalna (ul. J. Kantorówny 17/19), wybudowana na początku XX wieku w stylu modernizmu[7];
- wolnostojąca willa mieszkalna (ul. J. Kantorówny 20, róg z ul. L. Zamenhofa[8]), wpisana do rejestru zabytków 16 października 1995 roku (nr rej.: A/1616/95[9], granice ochrony obejmują całą działkę[8], A/574/2019[10]), wzniesiona w pierwszym dziesięcioleciu XX wieku (około 1910 roku[11]) w stylu modernistycznym[4];

Droga ma długość 449 m i powierzchnię 2 891 m². Wzdłuż niej prowadzi rowerowa trasa nr 5. Przy ulicy, pod numerem 2a, swoją siedzibę ma Miejski Zarząd Ulic i Mostów w Katowicach (wraz z bazą).